# Mao Mizoguchi
Mao Mizoguchi (溝口真央 Mizoguchi Mao?,  nacida el 6 de agosto de 1992) es una modelo japonesa, que pertenece a la agencia de modelos Burning Production, K.K.. Antes de marzo de 2010, pertenecía ella a la agencia de modelos Platica Inc., que es una filial de Face Network Co., Ltd.

## Perfil
- Apodo: Mao-ñan (Mao-nyan)
- Profesión: Modelo
- Cumpleaños: 6 de agosto de 1992
- Lugar de nacimiento: Hokkaidō, Japón
- Estatura: 166 cm (5' y 5.4")
- Medidas de cuerpo: B80 W56 H80 cm (B31.5" W22.0" H31.5")
- Agencia de modelos: Burning Production, K.K.

## Biografía
En 2006, Mao se eligió a la modelo de Seventeen, que es una revista de moda para adolescentes japonesas y es una publicación de Shueisha. Y después que ella se quedó como una modelo exclusiva de la revista hasta el año de 2008.
Desde abril de 2008, Mao tiene la actividad de unos programas de televisión como Tarento. Entonces en 1 de abril de 2010, ella entregó a la agencia de modelos Burning Production, K.K., también se quedó como una comentarista en un programa de televisión Super GT Complete, que abarca Super GT y otros temas relacionados con el automóvil.

### Revistas
- Seventeen, Shueisha 1967-, como su modelo exclusiva desde 2006 hasta 2008
- Weekly Shōnen Champion vol. 21+22, Akita Shoten 2008
- Scholar nº 520, Scholar Magazine 2008
- Weekly Playboy nº 27 (Shueisha, 2009) pp.21-24
- CAR Top nº 8 (Kotsu Times Sha, 2010) pp. 1 y 221

## Filmografía

### Programas de televisión
- Bobby's Stadium (ボビー's スタジアム), por TV Saitama desde 2009
- Super GT Complete (スーパーGTコンプリート), por Fuji TV de 2010
- I love fashiontv, por Tokyo MX de 2010
- Drive A GO! GO! (ドライブ A GO!GO!), por TV Tokyo de 2011
- Zenryoku-zaka (全力坂), por TV Tokyo de 2011

### TV Anime
- Itazura na Kiss, de abril a septiembre de 2008

### Escenario
- Itazura na Kiss, del 27 de noviembre al 7 de diciembre de 2008

### DVD
1. Dear My..., por Spice Visual de 2010